# Výklenková kaple svaté Otýlie (Frýdek-Místek)
Výklenková kaple svaté Otýlie je novogotická kaple, která se nachází u silnice na Staroměstské ulici ve Frýdku-Místku v Moravskoslezském kraji. Původně v těchto místech existovala studánka se „zázračnou“ vodou. Kapli dal postavit frýdecký měšťan Jan Pešat jako dík za zázračné uzdravení slepoty jeho matky a sestry, kdy při léčbě byla použita také voda z této studánky. Kaple byla postavena ke cti a chvále svaté Otýlie, patronky očních chorob. Stavba má podobu kamenné zdi ve svahu při vývěru pramene s uprostřed umístěnou kaplí. V nice kaple je na dřevěném sloupku umístěn triptych zobrazující svatou Otýlii jako řádovou sestru držící v levé ruce otevřenou knihu, na jejíž stránkách jsou vyobrazeny oči. V pravé ruce pak drží biskupskou berlu. Ve spodní části je umístěn prosebný nápis: „Svatá Otýlie ochraň nás od všech nemocí očních“. Kaple je volně přístupná.

## Galerie

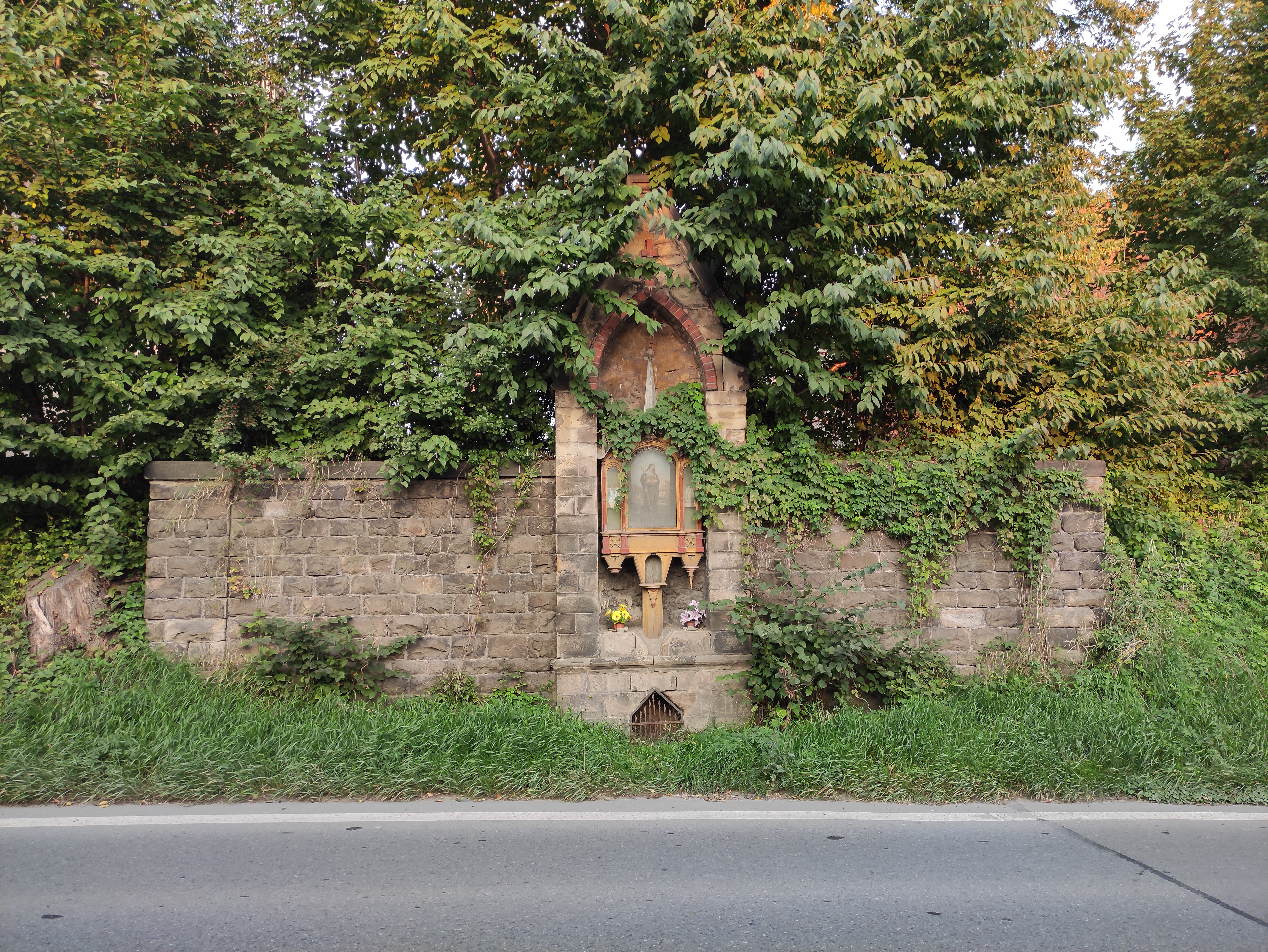
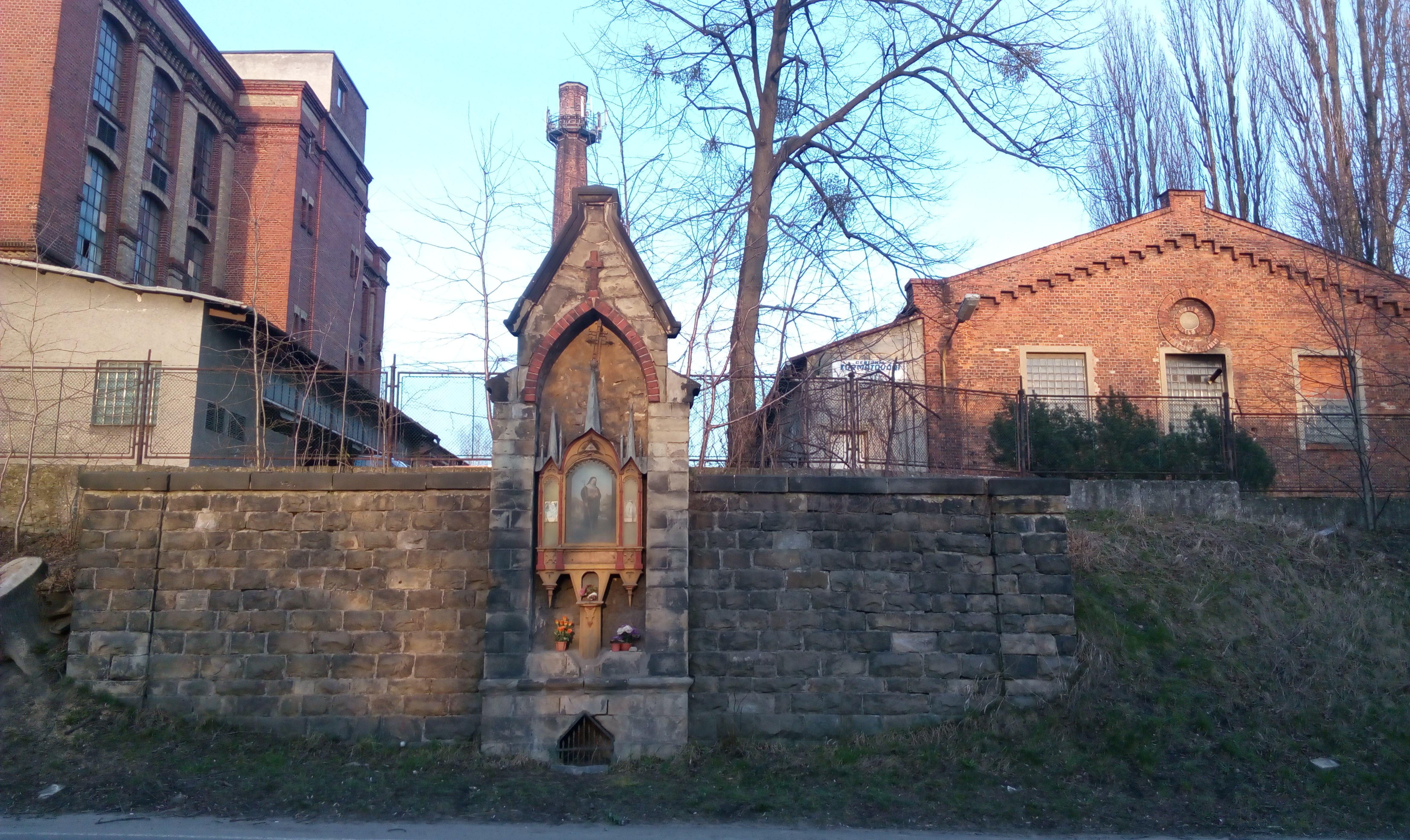